# Alice Schorbach
Karin Alice Schorbach (* 1940 in Kassel als  Karin Alice Kochs) ist eine deutsche Künstlerin.

## Leben
Schorbach wurde in Kassel geboren und studierte am Ontario Institute of Art in Toronto. 1961 siedelte sie nach Köln um und lebte dort für ein Jahrzehnt. Sie stellte in der Kölner avantgardistischen Galerie Siebrasse aus. In ihrer Kölner Zeit fertigte sie Arbeiten aus Holz, Metall, Zement und Kunststoff und machte eigene Kunstaktionen. 1970 zog sie nach Amsterdam um. 1976 erhielt sie den Europapreis für Malerei in Ostende. Mit Buchobjekten nahm sie 1977 an der documenta 6 in Kassel teil. Ausgestellt wurden die Buchobjekte soft story, big purple story, und Knüll-Book von 1969.
Alice Schorbachs Arbeiten bestehen aus geometrisch-abstrakten Installationsobjekten, die sie aus unterschiedlich großen, auf Holzrahmen aufgezogenen Leinwänden kombiniert, die sie nur spärlich bemalt.
Alice Schorbach lebt und arbeitet in Amsterdam, Niederlande.

## Ausstellungen

### Einzelausstellungen
- 1968: Galerie Hake, Köln
- 1969: Galerie Siebrasse, Köln
- 1991: Van Rooy Galerie, Amsterdam
- 1992: De Waag, Leiden
- 2003: Alice Schorbach – Temperamalerei, Baukunst Galerie, Köln
- 2007: Schilderijen, Rijksmuseum Twenthe
- 2011: Slewe Gallery, Amsterdam

### Gruppenausstellungen
- 1976: Galerie Nächst St. Stephan, Vienna, Stedelijk Museum Oostende
- 1977: documenta 6, Kassel[5]
- 1984: Museum Het Kruithuis, ’s-Hertogenbosch
- 1985: Museum De Lakenhal, Leiden
- 1990: Museum Fodor, Amsterdam
- 1997: Radical – Image, Stedelijk Museum, Schiedam
- 2006: Vedute – Ruimtelijke manuscripten, Stadsgalerij Heerlen
- 2011: Collectie/Collection, Schunck, Heerlen